# Pfarrhaus (St. Veit)

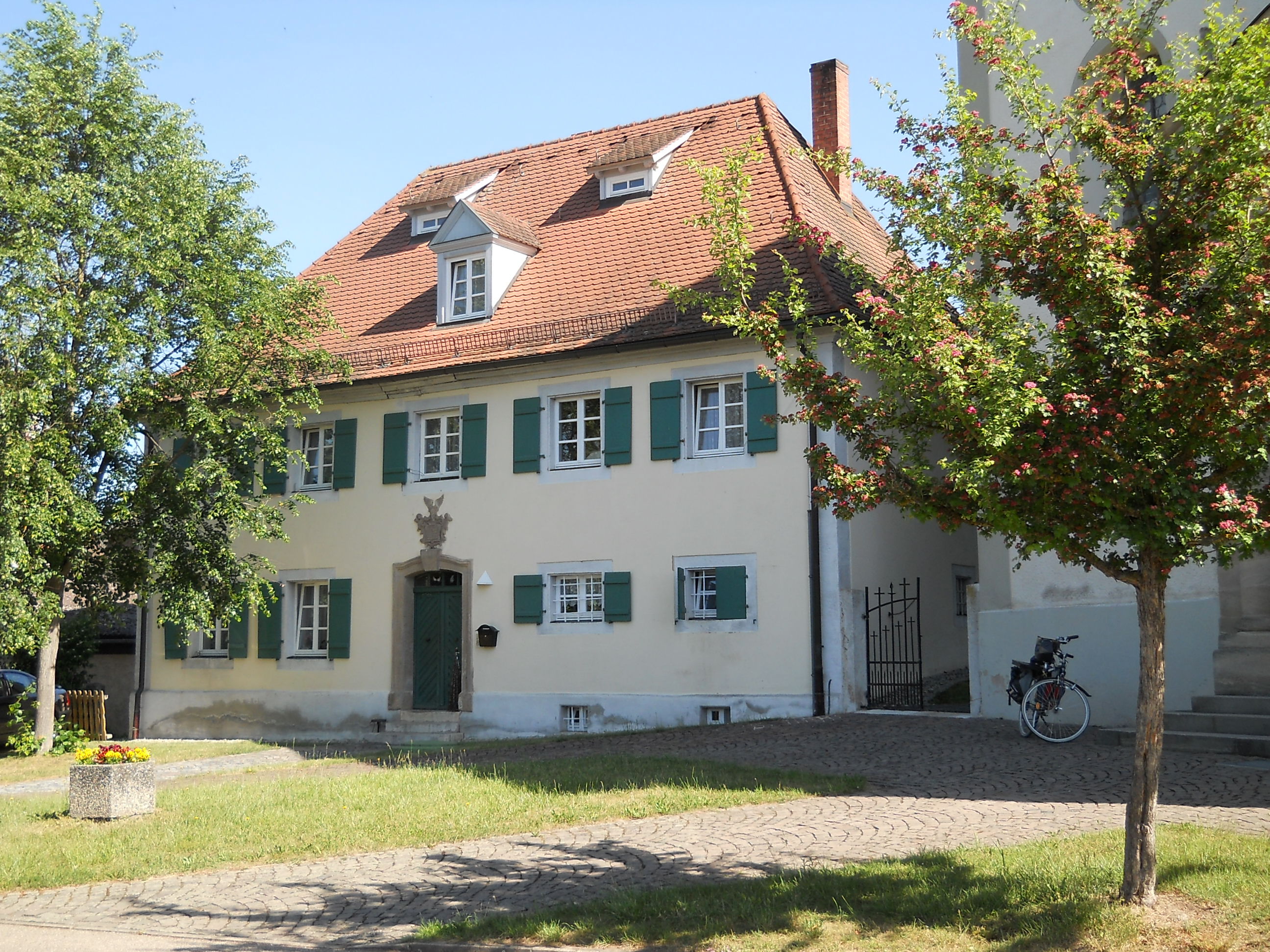
Das Pfarrhaus im Mai 2011

Das römisch-katholische Pfarrhaus in Sankt Veit, einem Gemeindeteil des Marktes Pleinfeld im mittelfränkischen Landkreis Weißenburg-Gunzenhausen, hat die postalische Adresse Sankt Veit 12 und steht direkt angrenzend an die Deutschordenskirche St. Vitus.  Das Gebäude ist unter der Denkmalnummer D-5-77-161-105 als Baudenkmal in die Bayerische Denkmalliste eingetragen.
Das Pfarrhaus wurde 1782 errichtet und zunächst als Schule und anschließend als Küsterei genutzt. Das Gebäude ist ein zweigeschossiger Walmdachbau. Das Portal ist steingerahmt mit darüber befindlichem Wappenbild.